# قائمة الدول حسب الحد الأدنى لسن القيادة
تشير هذه القائمة إلى الحد الأدنى لسن القيادة مع أقصى كتلة للسيارة لا تتجاوز 3,500 كيلوغرام، وصُمّمت لنقل ما لا يزيد عن ثمانية ركّاب بالإضافة إلى السائق (بخلاف مقطورة). عندما يصل المُتقدم إلى هذه السن يمكن له التقدم بطلب للحصول على رخصة قيادة. البلدان التي لديها أقل الأعمار للقيادة (أقل من 17) في بعض الفئات هي أستراليا وكندا والسلفادور وآيسلندا وفلسطين والسعودية والهند وأستونيا ومقدونيا وماليزيا ونيوزيلندا والسويد والنرويج والفلبين وروسيا وسلوفينيا والولايات المتحدة. وفي مقاطعة ألبرتا الكندية وعدة ولايات أمريكية يصل الحد الأدنى عند 14 عاماً. ومن ناحية أخرى فإن النيجر الواقعة في غرب إفريقيا لديها أعلى حد أدنى لسن القيادة في العالم، عند 23 عاماً.

## أفريقيا
| الدولة             | الحد الأدنى لسن القيادة        |
| ------------------ | ------------------------------ |
| أفريقيا الوسطى     |                                |
| الكاميرون          | 18                             |
| القرن الأفريقي     |                                |
| إثيوبيا            | 18                             |
| شمال أفريقيا       |                                |
| الجزائر            | 18                             |
| مصر                | 18- انظر: رخصة القيادة المصرية |
| المغرب             | 18                             |
| تونس               | 18                             |
| ليبيا              | 18                             |
| شرق أفريقيا        |                                |
| كينيا              | 18                             |
| تنزانيا            | 18                             |
| أفريقيا الجنوبية   |                                |
| ليسوتو             | 18                             |
| موزمبيق            | 18                             |
| مايوت              | 18                             |
| ناميبيا            | 18                             |
| لا ريونيون (فرنسا) | 18                             |
| جنوب إفريقيا       | 17                             |
| إسواتيني           | 18                             |
| زامبيا             | 16                             |
| زيمبابوي           | 18                             |
| غرب أفريقيا        |                                |
| غانا               | 18                             |
| مالي               | 18                             |
| موريتانيا          | 18                             |
| النيجر             | 23                             |
| نيجيريا            | 18                             |
| السنغال            | 18                             |

## الأمريكتين
| الدولة                                   | الحد الأدنى لسن القيادة                                                       |
| ---------------------------------------- | ----------------------------------------------------------------------------- |
| أمريكا الشمالية                          |                                                                               |
| كندا                                     | 14 (تحت إشراف شخص بالغ) في مقاطعة ألبرتا 16 (تحت إشراف شخص بالغ) في باقي كندا |
| المكسيك                                  | 18 (16 تحت إشراف شخص بالغ)                                                    |
| الولايات المتحدة                         | 14-17 (تحت إشراف شخص بالغ حسب الولاية) 18 بدون إشراف                          |
| أمريكا الوسطى                            |                                                                               |
| إلسالفادور                               | 15                                                                            |
| هندوراس                                  | 18                                                                            |
| غواتيمالا                                | 16                                                                            |
| منطقة البحر الكاريبي                     |                                                                               |
| أنغويلا                                  | 18                                                                            |
| جزر البهاما                              | 17                                                                            |
| كوبا                                     | 18                                                                            |
| جمهورية الدومينيكان                      | 18 (16 تحت إشراف شخص بالغ)                                                    |
| جوادلوب (فرنسا)                          | 18                                                                            |
| جامايكا                                  | 18                                                                            |
| مارتينيك (فرنسا)                         | 18                                                                            |
| الأنتيل الهولندية (مملكة هولندا)         | 18                                                                            |
| بورتوريكو (الولايات المتحدة)             | 16 (برخصة "تحت التمرين")                                                      |
| سان بارتيلمي (فرنسا)                     | 18                                                                            |
| تجمع سان مارتين (فرنسا)                  | 18                                                                            |
| ترينيداد وتوباغو                         | 17                                                                            |
| جزر العذراء الأمريكية (الولايات المتحدة) | 18                                                                            |
| أمريكا الجنوبية                          |                                                                               |
| الأرجنتين                                | 17 (تحت إشراف شخص بالغ)، 18 (الباقي)، 21 (مركبات تجارية)                      |
| بوليفيا                                  | 18                                                                            |
| البرازيل                                 | 18                                                                            |
| تشيلي                                    | 18                                                                            |
| كولومبيا                                 | 16                                                                            |
| الإكوادور                                | 18                                                                            |
| غويانا الفرنسية (فرنسا)                  | 18                                                                            |
| غيانا                                    | 17                                                                            |
| بيرو                                     | 18                                                                            |
| سورينام                                  | 18                                                                            |
| الأوروغواي                               | 18                                                                            |
| فنزويلا                                  | 18                                                                            |

## آسيا
| الدولة                   | الحد الأدنى لسن القيادة                                                                     |
| ------------------------ | ------------------------------------------------------------------------------------------- |
| غرب آسيا                 |                                                                                             |
| البحرين                  | 18                                                                                          |
| إيران                    | 18                                                                                          |
| إسرائيل                  | 16 عاما و9 شهور - انظر: رخصة القيادة في إسرائيل                                             |
| الأردن                   | 18                                                                                          |
| الكويت                   | 18                                                                                          |
| لبنان                    | 18                                                                                          |
| عُمان                     | 18                                                                                          |
| فلسطين (مختلف عليه)      | 18                                                                                          |
| قطر                      | 18 (يجب على الإناث الحصول على إذن من أحد الأقارب)                                           |
| السعودية                 | 18 (للسيارات) / 16 (للدراجات نارية) / 17 (رخصة مؤقتة للسيارات)- انظر: رخصة القيادة السعودية |
| سوريا                    | 18                                                                                          |
| الإمارات العربية المتحدة | 17                                                                                          |
| اليمن                    | 18                                                                                          |
| جنوب آسيا                |                                                                                             |
| بنغلاديش                 | 18                                                                                          |
| الهند                    | 18                                                                                          |
| نيبال                    | 18                                                                                          |
| باكستان                  | 18                                                                                          |
| سريلانكا                 | 18                                                                                          |
| شرق آسيا                 |                                                                                             |
| الصين                    | 18                                                                                          |
| هونغ كونغ (الصين)        | 18                                                                                          |
| اليابان                  | 18                                                                                          |
| ماكاو (الصين)            | 18                                                                                          |
| كوريا الجنوبية           | 18                                                                                          |
| تايوان (مختلف عليه)      | 18                                                                                          |
| جنوب شرق آسيا            |                                                                                             |
| بروناي                   | 18                                                                                          |
| ميانمار                  | 18[بحاجة لمصدر]                                                                             |
| كمبوديا                  | 18                                                                                          |
| إندونيسيا                | 17                                                                                          |
| لاوس                     | 18                                                                                          |
| ماليزيا                  | 16 (دراجات نارية/B2), 17 (مركبات خفيفة/D), 21 (مركبات تجارية/E)                             |
| الفلبين                  | 16 (تحت إشراف شخص بالغ)، 17                                                                 |
| سنغافورة                 | 18                                                                                          |
| تايلاند                  | 18                                                                                          |
| فيتنام                   | 18                                                                                          |

## أوروبا

الحد الأدنى لسن القيادة في أوربا
18
18; تحت إشراف 17
18; تحت إشراف 16
17
17; تحت إشراف 16
16 (فقط جزيرة مان)

| الدولة                       | الحد الأدنى لسن القيادة                                                              |
| ---------------------------- | ------------------------------------------------------------------------------------ |
| منطقة رخصة القيادة الأوروبية |                                                                                      |
| النمسا                       | 17 للسيارات، (17 بعد تدريب خاص)                                                      |
| بلجيكا                       | 18                                                                                   |
| بلغاريا                      | 18                                                                                   |
| قبرص                         | 18                                                                                   |
| جمهورية التشيك               | 18                                                                                   |
| الدنمارك                     | 17                                                                                   |
| إستونيا                      | 18 (16 تحت إشراف شخص بالغ)                                                           |
| فنلندا                       | 18                                                                                   |
| فرنسا                        | 18, 16 تحت إشراف شخص بالغ - انظر رخصة القيادة في فرنسا                               |
| ألمانيا                      | 18, 17 تحت إشراف شخص بالغ                                                            |
| جبل طارق (المملكة المتحدة)   | 19                                                                                   |
| اليونان                      | 18                                                                                   |
| المجر                        | 17                                                                                   |
| آيسلندا                      | 17, 16 تحت إشراف شخص بالغ                                                            |
| جمهورية أيرلندا              | 17                                                                                   |
| إيطاليا                      | 18 (17 تحت إشراف شخص بالغ تحت سن 65 يحمل رخصة A1/B1 ) - انظر رخصة القيادة في إيطاليا |
| لاتفيا                       | 18                                                                                   |
| ليختنشتاين                   | 18                                                                                   |
| ليتوانيا                     | 18                                                                                   |
| لوكسمبورغ                    | 18, 17 تحت إشراف شخص بالغ                                                            |
| مالطا                        | 18                                                                                   |
| هولندا                       | 18 (16½ أثناء دروس القيادة، 17 تحت إشراف بعد اجتياز اختبار عملي)                     |
| النرويج                      | 18 (16 تحت إشراف شخص بالغ) انظر: رخصة القيادة في النرويج                             |
| بولندا                       | 18                                                                                   |
| كرواتيا                      | 18                                                                                   |
| البرتغال                     | 18                                                                                   |
| رومانيا                      | 18                                                                                   |
| سلوفاكيا                     | 18 (17 تحت إشراف شخص بالغ)                                                           |
| سلوفينيا                     | 18 (16 تحت إشراف شخص بالغ), (16 للدراجات النارية)                                    |
| إسبانيا                      | 18                                                                                   |
| السويد                       | 18, (16 تحت إشراف شخص بالغ، 15 لجرارات فئة EPA)                                      |
| سويسرا                       | 18                                                                                   |
| المملكة المتحدة              | 17 (16) - انظر رخصة القيادة البريطانية                                               |
| دول أوروبا الأخرى            |                                                                                      |
| أندورا                       | 18                                                                                   |
| ألبانيا                      | 18                                                                                   |
| أرمينيا                      | 18                                                                                   |
| أذربيجان                     | 18                                                                                   |
| بيلاروس                      | 18                                                                                   |
| البوسنة والهرسك              | 18                                                                                   |
| جورجيا                       | 18                                                                                   |
| غيرنزي (المملكة المتحدة)     | 17                                                                                   |
| جزيرة مان (المملكة المتحدة)  | 16                                                                                   |
| جيرزي (المملكة المتحدة)      | 17                                                                                   |
| كوسوفو (مختلف عليه)          | 17                                                                                   |
| مقدونيا                      | 18 (16 تحت إشراف شخص بالغ)                                                           |
| مولدوفا                      | 18                                                                                   |
| موناكو                       | 18                                                                                   |
| الجبل الأسود                 | 18                                                                                   |
| قبرص الشمالية (مختلف عليه)   | 18                                                                                   |
| روسيا                        | 18 (16 للدراجات النارية)                                                             |
| سان مارينو                   | 18                                                                                   |
| صربيا                        | 18 (17 تحت إشراف شخص بالغ)                                                           |
| تركيا                        | 18                                                                                   |
| أوكرانيا                     | 18                                                                                   |

## أوقيانوسيا
| الدولة                                  | الحد الأدنى لسن القيادة |
| --------------------------------------- | ----------------------- |
| أستراليا                                |                         |
| أستراليا                                | 16-18 (حسب الولاية)     |
| نيوزيلندا                               | 16,                     |
| ميلانيزيا                               |                         |
| فيجي                                    | 17                      |
| بابوا غينيا الجديدة                     | 18[بحاجة لمصدر]         |
| ميكرونيزيا                              |                         |
| غوام (الولايات المتحدة)                 | 16                      |
| جزر مارشال                              | 18                      |
| جزر ماريانا الشمالية (الولايات المتحدة) | 15/16                   |
| بولينيزيا                               |                         |
| ساموا الأمريكية (الولايات المتحدة)      | 16                      |
| تونغا                                   | 18                      |